# Acanthominua pittieri
Espèce
Synonymes
- Phalangodinella pittieri González-Sponga, 1987

Acanthominua pittieri est une espèce d'opilions laniatores de la famille des Zalmoxidae.

## Distribution
Cette espèce est endémique de l'État d'Aragua au Venezuela. Elle se rencontre vers Girardot. 

## Description
Le mâle holotype mesure 2,58 mm et la femelle paratype 2,32 mm.

## Systématique et taxinomie
Cette espèce a été décrite sous le protonyme Phalangodinella pittieri par González-Sponga en 1987. Elle est placée dans le genre Acanthominua par Pérez-González, Ceccarelli, Monte, Proud, DaSilva et Bichuette en 2017.

## Étymologie
Cette espèce est nommée en l'honneur d'Henri Pittier géographe, naturaliste et botaniste suisse puis vénézuélien.

## Publication originale
- González-Sponga, 1987 : « Aracnidos de Venezuela. Opiliones Laniatores I. Familias Phalangodidae y Agoristenidae. » Boletin de la Academia de Ciencias Fisicas, Matematicas y Naturales, vol. 23, p. 1–562.